# The Rose (Theater)
The Rose war ein 1587 errichtetes Elisabethanisches Theater und das vierte öffentliche Theaterhaus, nach The Theatre von 1576, dem Curtain von 1577 und dem Newington Butts Theatre (ca. 1580) – und das erste von mehreren Theatergebäuden auf der sogenannten Bankside (heute ein Stadtteil der London Borough of Southwark), einem Gebiet, welches dereinst außerhalb der Jurisdiktion der City of London lag. Die Überreste des Theaters wurden 1989 von Archäologen entdeckt und der Öffentlichkeit zugänglich gemacht.

## Geschichte

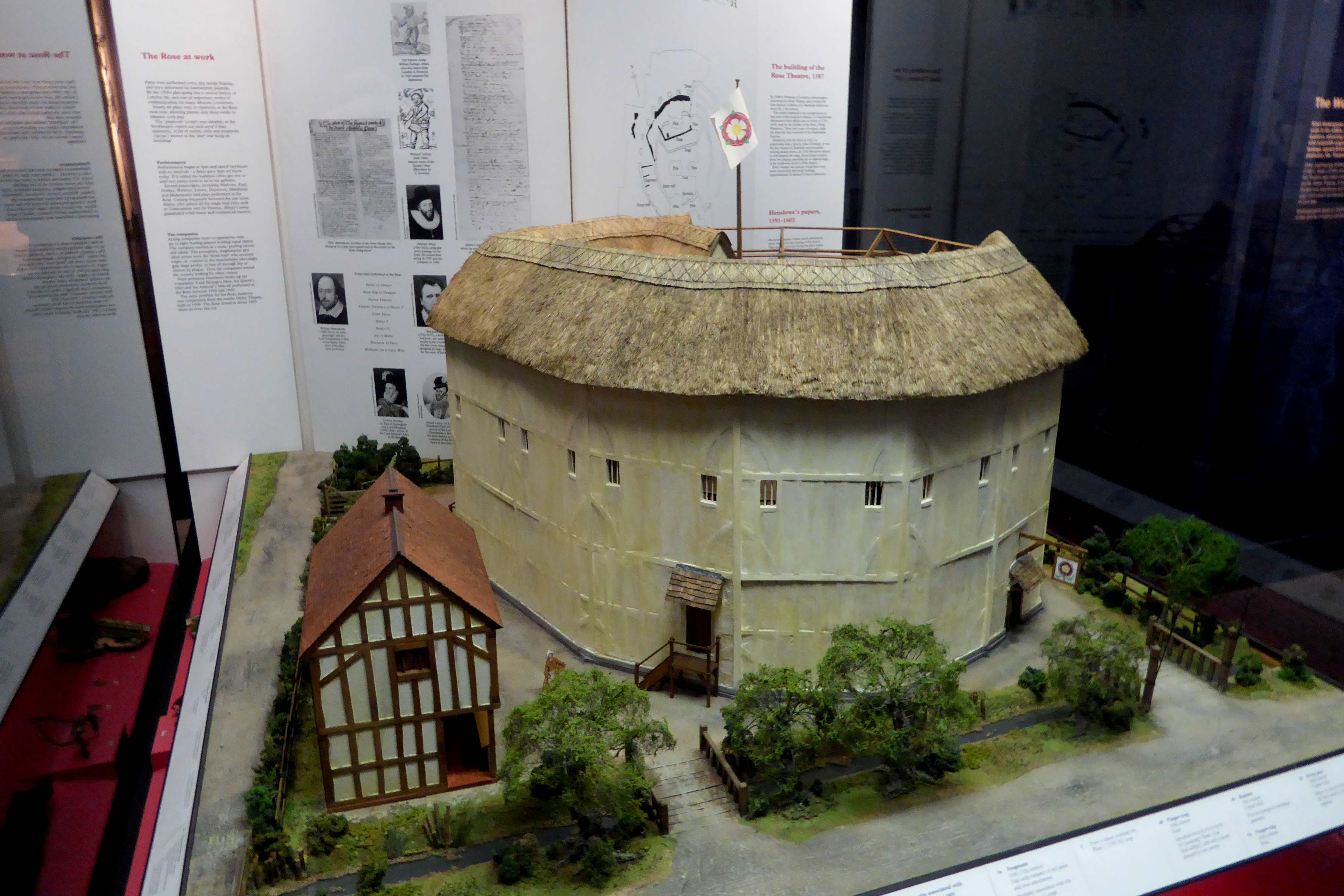
Nachbildung des Rose im Museum of London. Im Vordergrund das Verkaufsgebäude für Getränke und kleine Speisen

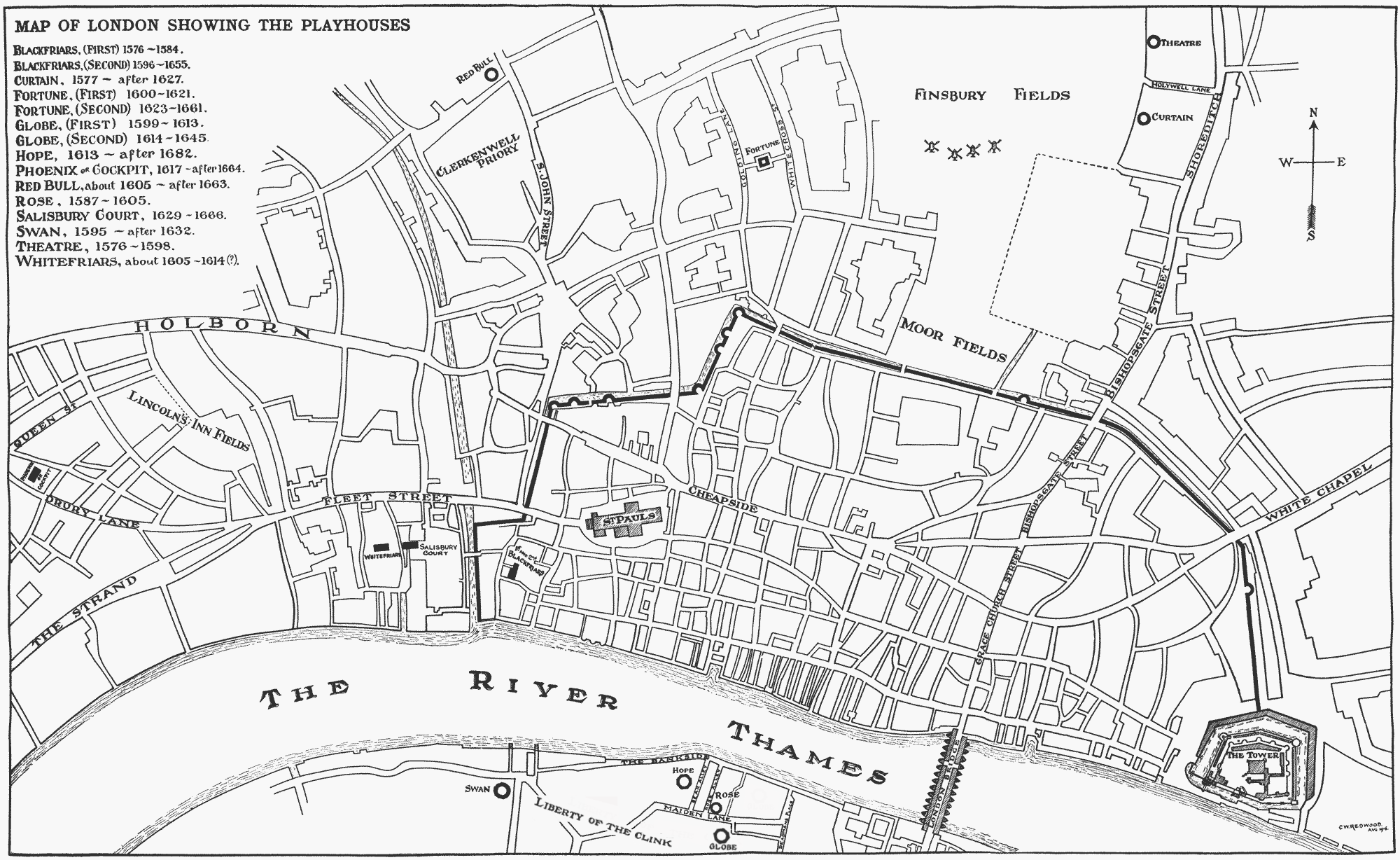
The Rose findet sich auf dieser Karte in der Mitte unten.

Das Rose wurde 1587 von Philip Henslowe und einem Lebensmittelhändler namens John Cholmley errichtet. Es war das erste richtige Theatergebäude, in welchem die Stücke Shakespeares auf die Bühne gebracht wurden. Das Theater wurde auf einer Auflassung errichtet, die „Little Rose“ benannt war; ein Grundstück, das Henslowe 1585 von der Pfarre St. Saviour pachtete. Das Rose befand sich auf der Bankside, nahe dem südlichen Ufer der Themse. Der Bereich war bekannt für seine Freizeitmöglichkeiten wie Bear- und Bullbaiting, Spielhöllen und Freudenhäuser. Auf dem „Rose“-Grundstück befanden sich umfangreiche Rosengärten und zwei Gebäude. Cholmley nutze eines als Lagerhaus und Henslowe könnte das andere als Bordell vermietet haben. Im nördlichen London liefen professionelle Theater, wie das Curtain Theatre und das The Theatre bereits seit mehreren Jahren erfolgreich. Henslowe sah nun ebenfalls darin eine Möglichkeit Geld zu verdienen. Zumal die bevölkerungsreiche City of London nur wenige Bootminuten gegenüber lag. So errichtete er an dieser ufernahen Stelle sein Rose Theatre.
Das Theater wurde unter der Regie von Zimmermann John Griggs errichtet. Das Gebäude bestand aus Holz; die Außenseite war mit Putzträger verkleidet und weiß bemalt um dem Ganzen einen gemauerten Anschein zu geben. Dazu kam ein Reetdach über den Galerien. Darauf deutet der Fund eines bestimmten Werkzeugs hin. Der für Stehplätze vorgesehene Innenhof maß 11 Meter im Durchmesser. Der Grundriss gestaltete sich als ein 14-eckiges Polygon mit einem Außendurchmesser von 22 Metern. Moderne Berechnungen zeigen, dass die Ausmaße und das vierzehnseitige Layout durch das in jenen Zeiten vorherrschende Standardmaß eines Rods (Rute) bestimmt wurde. Die englische Rute misst 5½ Yards, gleich 16½ Fuß oder 198 Zoll. Somit beträgt die Länge der englischen Rute genau (16½ × 0,3048 =) 5,0292 Meter. Dies diente Griggs als Basis und er teilte in einer Faustregel den Kreis in sieben gleiche Teile ein.
Es ist nicht gesichert, ob das Haus zwei- oder dreistöckig war, was somit auch keine klare Aussage über die genaue Zuschauerkapazität ermöglicht. Theater dieser Zeit fassten zwischen 1500 und 3000 Zuschauern. Da das Rose etwas kleiner war, wären im ersten Baustadium etwa 800–1300 Zuschauer anzunehmen und nach dem späteren Umbau 1300–1800 Besucher. Es gab Stehplätze vor der Bühne und Sitzplätze auf den Galerien, davon einige gepolstert. Ein Flaggenmast zeigte weithin werbewirksam an, wenn das Theater ein Stück aufzuführen beabsichtigte. Nahe dem Eingang errichtete Cholmes ein kleines Gebäude, um die Theatergänger mit Getränken und Snacks zu versorgen.
Henslowes dezidierte Aufzeichnungen über alle Ausgaben, Kosten und Inventarbestandteile des Rose Theatres sind erhalten geblieben und stellen heute eine wertvolle Informationsquelle des elisabethanischen Theaters dar. Die Originale werden in der Bibliothek des Dulwich College aufbewahrt, wo sie 1619 vom Schauspieler und Schulgründer, Edward Alleyn, aufgenommen wurden. Alleyn war der Hauptdarsteller der Schauspieltruppe Lord Admiral’s Men. Städtische Aufzeichnungen dokumentieren, dass das Rose ab Ende 1587 seinen Betrieb aufnahm; gleichwohl finden sich in Henslowes Aufzeichnungen bis 1592 keine Hinweise darauf. Das könnte darauf hindeuten, dass er das Theater zunächst an eine andere Schauspieltruppe vermietete, zu der er jedoch in ansonsten keiner Beziehung stand. Im Mai 1591 trennten sich die The Lord Admiral’s Men von den Lord Chamberlain’s Men, der Truppe um den seinerzeit bekanntesten Schauspieler Richard Burbage am The Theatre und traten am Rose auf. Ihr Repertoire beinhaltete Stücke von Robert Greene und besonders von Christopher Marlowe, welcher zum Hausdramatiker avancierte. Edward Alleyn heiratete 1592 Henslowes Stieftochter und wurde zu einem Geschäftspartner Henslowes.
Die Jahre zwischen 1592 und 1594 waren schwer für die Schauspielensembles Londons. Ein schwerer Pestausbruch (mit abschließend 11.000 Opfern) nötigte die Theaterhäuser oftmals auf gesetzliche Anordnung ihre Türen zu schließen. Die Theaterkompanien waren somit gezwungen mit Überlandtourneen ihr Geld zu verdienen. Die, in diesen Jahren ohnehin wenig erfolgreichen, Pembroke’s Men trafen die Auftrittseinschränkungen des Rose besonders schwer. Zwischen 1592 und 1593 konnten jedoch die Lord Strange’s Men im Rose spielen, bis das Theater erneut geschlossen wurde. Von 1593 bis 1594 traten hier die Sussex’s Men auf. Im Sommer 1594 klang die Epidemie ab und die Kompanien organisierten sich neu. Die The Queen’s Men traten 1594 auf; die Lord Admiral’s Men, noch unter der Leitung Alleyns, nahmen im Frühjahr deren Platz im Rose ein.
Ab Juni 1595, auf der Spitze ihres Erfolges, gaben sie fast 300 Vorstellungen von 36 Stücken, davon 20 Premieren. Es gab weiterhin gelegentliche Schließungen aufgrund der Pest oder Unruhen, wie zum Beispiel jene um die Butterpreise auf dem Southwark Market, aber das Rose prosperierte und Henslowe konnte das Theater einigen kosmetischen Verbesserungen unterziehen.
Das ursprüngliche Rose war um ein Drittel kleiner als die anderen Theater, dies betraf auch die Bühne. Für die Lord Admiral’s Men erweiterte Henslowe das Theater. Hierzu setzte er die Bühne etwa zwei Meter zurück, um zusätzlichen Raum für 500 weitere Zuschauer zu schaffen. Sie maß 4,5 m in der Tiefe und 9,8 m in der Breite. Henslowe finanzierte alles selber, was darauf hinweist, dass Cholmley nicht mehr dabei war – er war entweder verstorben oder herausgekauft. Der Umbau veränderte den Grundriss von einem ursprünglich 14-eckigen Rund in eine verzerrte Eiform.
Der Erfolg des Rose Theatres an dieser Stelle ermutigte andere Theatergesellschaften es ihm gleichzutun. Das nahe gelegene Swan Theater öffnete im Winter 1596. Hier wurden vornehmlich beliebte Dramen und Komödien gegeben, während das Rose für seine Historienstücke bekannt war. 1598 zog sich Alleyn aus Altersgründen aus dem Rose zurück und Henslowe übernahm, neben seiner Position als Grundstückseigner, die gesamten Geschäfte. Als die Lord Chamberlain’s Men 1599 in der Nachbarschaft das Globe Theatre errichteten, brachte dies das Rose in eine wirtschaftlich schwierigere Lage. Im Januar des Folgejahres erbauten Henslowe und Alleyn nördlich der Themse das Fortune Playhouse. Auf Beschwerden offizieller Stellen der Stadt hin verfügte das Privy Council im Juni 1600, dass nur zwei Theatern der Betrieb erlaubt sein soll: dem Globe Theatre in Bankside und dem Fortune Theatre in Middlesex – namentlich in Shoreditch. Henslowe und Alleyn hatten hier bereits das Fortune errichtet, offensichtlich um das Vakuum zu füllen, was die Chamberlain’s Men mit ihrem Weggang (ins Globe) in Shoreditch hinterließen. Das Rose Theatre wurde 1600 kurz von den The Lord Pembroke’s Men und 1602 sowie 1603 von den Worcester’s Men belegt. Der Pachtvertrag endete dann 1605 und Henslowe war bereit diesen zu den ursprünglichen Bedingungen zu verlängern. Jedoch bestand die Pfarre darauf den Vertrag neu zu verhandeln und verdreifachte den Mietpreis; Henslowe gab daraufhin das Theater auf. Das Rose könnte im darauffolgenden Jahr abgerissen worden sein. Henslowe erbaute 1613 noch das Hope Theatre, starb aber drei Jahre darauf.
Die meisten elisabethanischen Theater hatten vermutlich mit dem Problem zu kämpfen Spielakte mit unterschiedlichen Höhenebenen aufzuführen. So etwa Szenen mit Julia an ihrem Fenster in Romeo und Julia. Eine kleine Anzahl von Theaterstücken seiner Zeit erforderten sogar die Anwesenheit mehrerer Schauspieler auf einer höher gelegten zweiten Ebene – etwa die römischen Senatoren in der Eröffnungsszene von Titus Andronicus. Eine ungewöhnliche Konzentration von Stücken mit dieser Art Bühnenaufbau können heute mit dem Rose in Verbindung gebracht werden. Das Rose scheint in Bezug auf den Bühnenaufbau anders als die anderen Theater dieser Zeit gewesen zu sein. So konnten hier größere Szenen auf zwei, gar drei Ebenen angelegt werden.

## Ausgrabungen

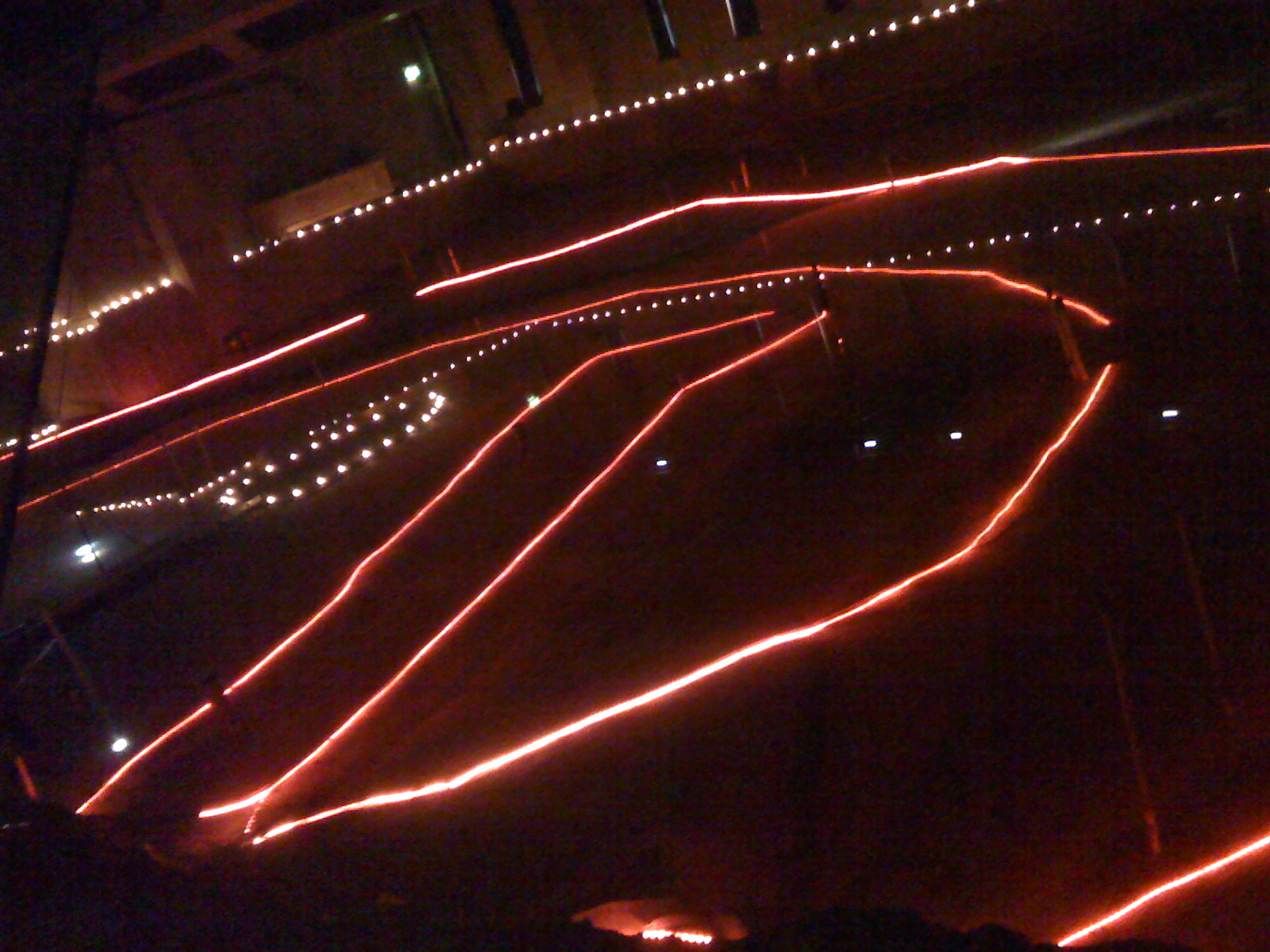
Die Position der freigelegten Grundmauern des Rose wurden für Besucher illuminiert

Als in der Park Street ein neuer, großer Gebäudekomplex unter dem Namen „Rose Court“ errichtet werden sollte, begannen archäologische Grabungen. Untersuchungsgräben zeigten erste Funde auf. Darauf wurde der Schauspieler Sam Wanamaker aufmerksam, der seit geraumer Zeit Geldmittel suchte, um Shakespeares Globe Theatre neu zu errichten. Es wird angenommen, dass sein erfolgreiches Bemühen, das Globe neu zu errichten, letztlich der Erforschung des kleineren, „nachrangigen“ Rose geschadet hat. Zudem gab es vor 1990 kaum effektiven Schutz archäologischer Arbeit vor den willkürlichen Entscheidungen der Grundstückseigentümer. Und so standen die Ausgrabungen stets unter dem Vorbehalt der destruktiven Überbauung. Es wurde zum Zeitpunkt der Ausgrabungen des Rose Theatres auch erkennbar, dass es seitens offizieller Stellen keine finanzielle Unterstützung geben würde, da die Fundamente des Theaters nicht als erhaltenswertes Monument galten. Gleichwohl gab es ein großes öffentliches Interesse an den Ausgrabungen, was auch durch die Archäologen befeuert wurde. Es wurden Versammlungen vor der Ausgrabungsstätte abgehalten und auf die Dringlichkeit der Erhaltung hingewiesen. Prominente wie Peggy Ashcroft und Laurence Olivier sprachen vor den Massen in der engen Park Street. Am 14. Mai 1989 fand eine große Veranstaltung mit prominenten Fürsprechern und Rednern statt. In der übrigen Zeit wurden Wachen aufgestellt, um zu verhindern, dass Bauarbeiter die Stelle zerstörten. Jedoch zeigte sich das ausführende Bauunternehmen durchaus hilfsbereit und entgegenkommend. Dies änderte sich aber bei deren Übernahme durch eine andere Baugesellschaft, welche sich gegenüber dem historischen Erhalt weniger offen verhielt. Was nun letztlich mit der Ausgrabung geschehen sollte, wusste so bald niemand so recht. Man besann sich jedoch, fand eine bauliche Lösung und 1999 wurden die Reste die Rose Theatres innerhalb eines eigens eingezogenen Kellergeschosses unterhalb des Bürokomplexes für die Öffentlichkeit zugänglich gemacht (zumeist nur samstags). Die historische Stätte wurde weiterhin archäologisch freigelegt und untersucht. Teile der Fundamente wurden hierzu auch mit einigen Zentimetern Wasser bedeckt, damit der Boden keine größeren Risse bekam. Im Jahr 2007, 403 Jahre nach der letzten Aufführung, wurde an diesem Ort wieder ein Schauspiel gegeben, wobei die Darsteller sich allerdings um die schmale Ausgrabungsstelle herum aufreihten. 2005 wurde am Eingang eine blaue Plakette mit dem Hinweis auf das Theater angebracht.
Die Vorgänge um die schwierigen Bedingungen der Ausgrabungen des Rose Theatre gaben den Anstoß dazu die Archäologie gesetzlich besser und verbindlicher in die Bauplanung einzubeziehen. Dazu gab die konservative Regierung von Margaret Thatcher die dazugehörige „Planning Policy Guidance 16: Archaeology and Planning“, kurz PPG 16, heraus.
Als eine Abteilung der „Greater London Archaeology“ (heute MOLA) die Ausgrabungen ausführte, wurden viele Objekte zutage gefördert, etwa Tonbehälter für die Eintrittsgelder, Reste von Bierkrügen oder hölzerne Bestandteile der Galeriegeländer, welche heute im Museum zu sehen sind. Teile der Fundamente unter den „Ingressi“, den ehemaligen hölzernen Treppen, die zu den Galerien führten, waren übersät mit Fruchtsamen und Haselnussschalen; es wurde zunächst angenommen, dass dies Reste verzehrter Snacks seien – also Haselnüsse als das Popcorn des englischen Renaissancetheaters. Jedoch gehörten die Nussschalen zum Baumaterial. In Kombination mit Asche und Erde lieferten sie eine harte Bodenoberfläche, „die, in der Tat, 400 Jahre später von Archäologen mit einer Spitzhacke aufgebrochen werden musste“. Anfänglich hatte der Boden des Innenhofes (einschließlich des Bereichs unter der erhöhten Holzbühne) eine aus Estrichmörtel bestehende Oberfläche. Als das Gebäude erweitert wurde, wurde eine verdichtete Schicht aus Schlamm, Asche und Schlacke, vermengt mit Haselnussschalen, verwendet. Die Nussschalen stammen von einer nahe gelegenen Seifenfabrik, wo die Nüsse aufgrund ihres Ölgehalts Verwendung fanden.

## Moderne Wiedergänger
- Eine Kopie des Rose Theatre wurde in dem Film Shakespeare in Love vorgestellt. Die eingelagerten Filmkulissen wurden später von Judi Dench (welche in dem Film die Queen darstellte) der British Shakespeare Company (1994–2009) übergeben, welche diese im Norden Englands wieder aufbauen wollte. Das Ende der Truppe ließ das Projekt offenbar versanden.[15][16]

- 2008 eröffnete im südwestlichen London, im Royal Borough of Kingston upon Thames, das Rose Theatre Kingston. Es handelt sich hier um ein modernes Theater, weitgehend konstruiert nach den Originalplänen des elisabethanischen Rose.[17]

- 2018 wurde in York mit 28-tägiger Bauzeit und zu Kosten von 3 Millionen Pfund, „Europe’s first 'pop-up' Shakespearean Theatre“ errichtet,[18] also ein, dem Rose ähnliches, Kurzzeitbauwerk, welches 78.000 Besucher anlockte. Als bei der Wiederholung 2019 die Besucherzahlen um nahezu die Hälfte einbrachen, meldete der Betreiber Insolvenz an.[19]